# Anamirta cocculus
Anamirta cocculus Becc. – gatunek roślin z rodziny miesięcznikowatych (Menispermaceae) z monotypowego rodzaju Anamirta Colebrooke, 1821. Występuje w Azji Południowo-Wschodniej – na obszarze od Indii i Sri Lanki poprzez Andamany i Nikobary, Tajlandię, Indonezję, po Filipiny i Nową Gwineę. Jest to liana o bruzdowanej korze. Zawiera pikrotoksynę i wykorzystywana jest do trucia ryb. Jest też rośliną toksyczną dla ssaków. Roślina wykorzystywana jest do nadawania goryczy piwu, jako środek pasożytobójczy i przeciw wszawicy, także w przypadku zatruć barbituranami i leczeniu schizofrenii.

## Morfologia
Drewniejące pnącze. Liście osadzone na ogonkach o długości 6—18 (rzadko do 26) cm, nagich, najcieńszych w połowie długości. Kwiaty skupione w kwiatostanach osiągających 40 cm długości, z bocznymi rozgałęzieniami o długości do 5 cm. 

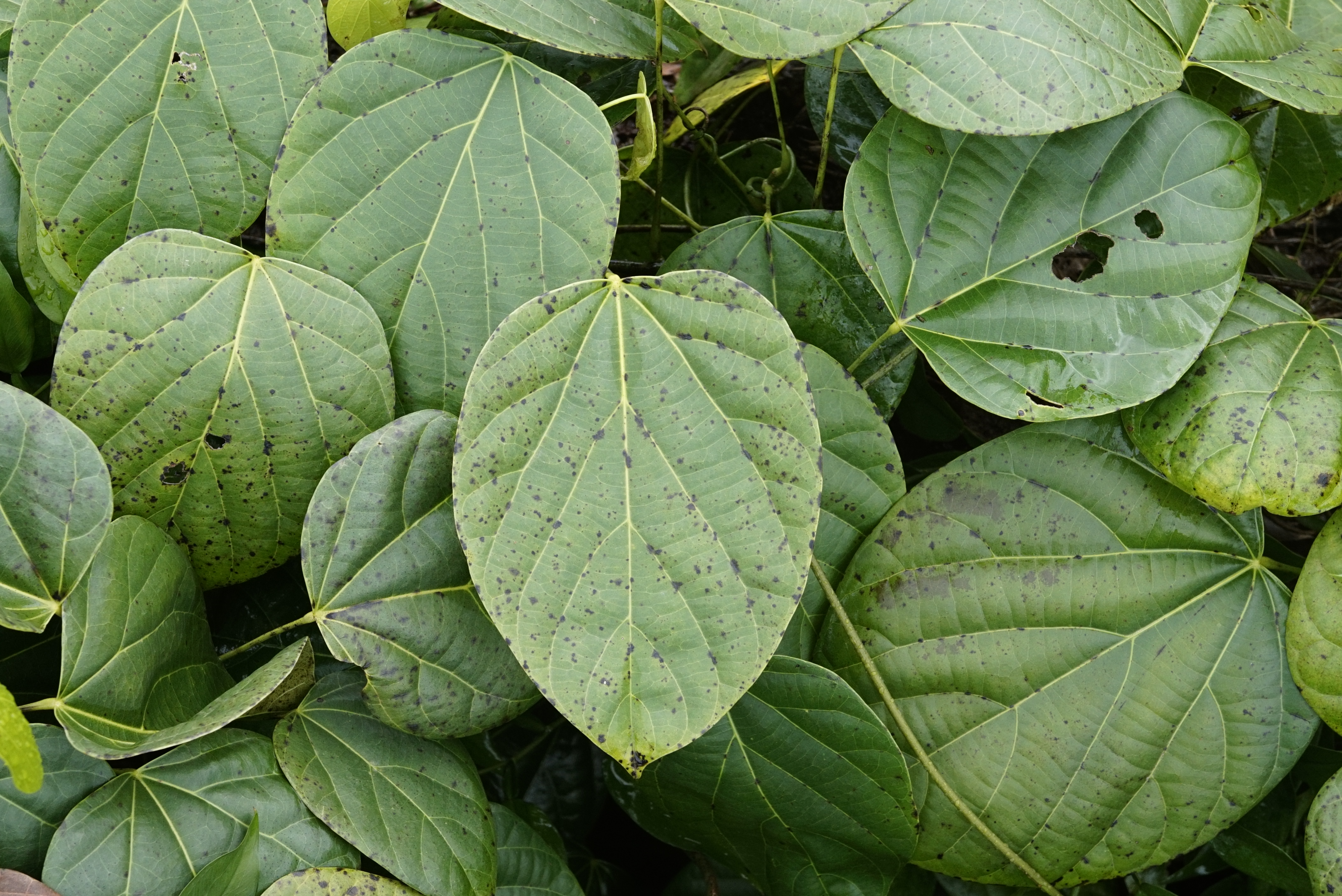
Liście
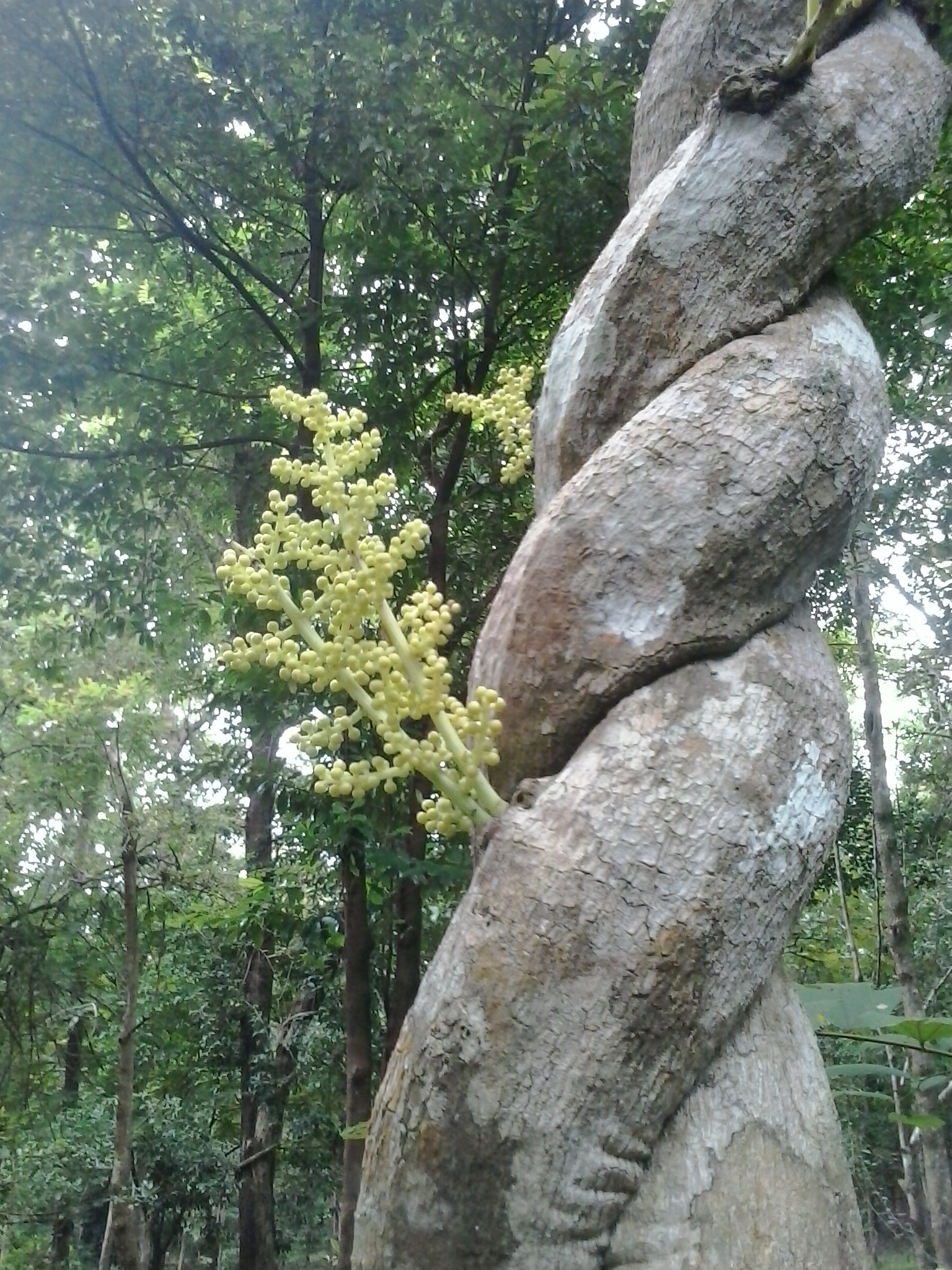
Pień z kwiatostanem
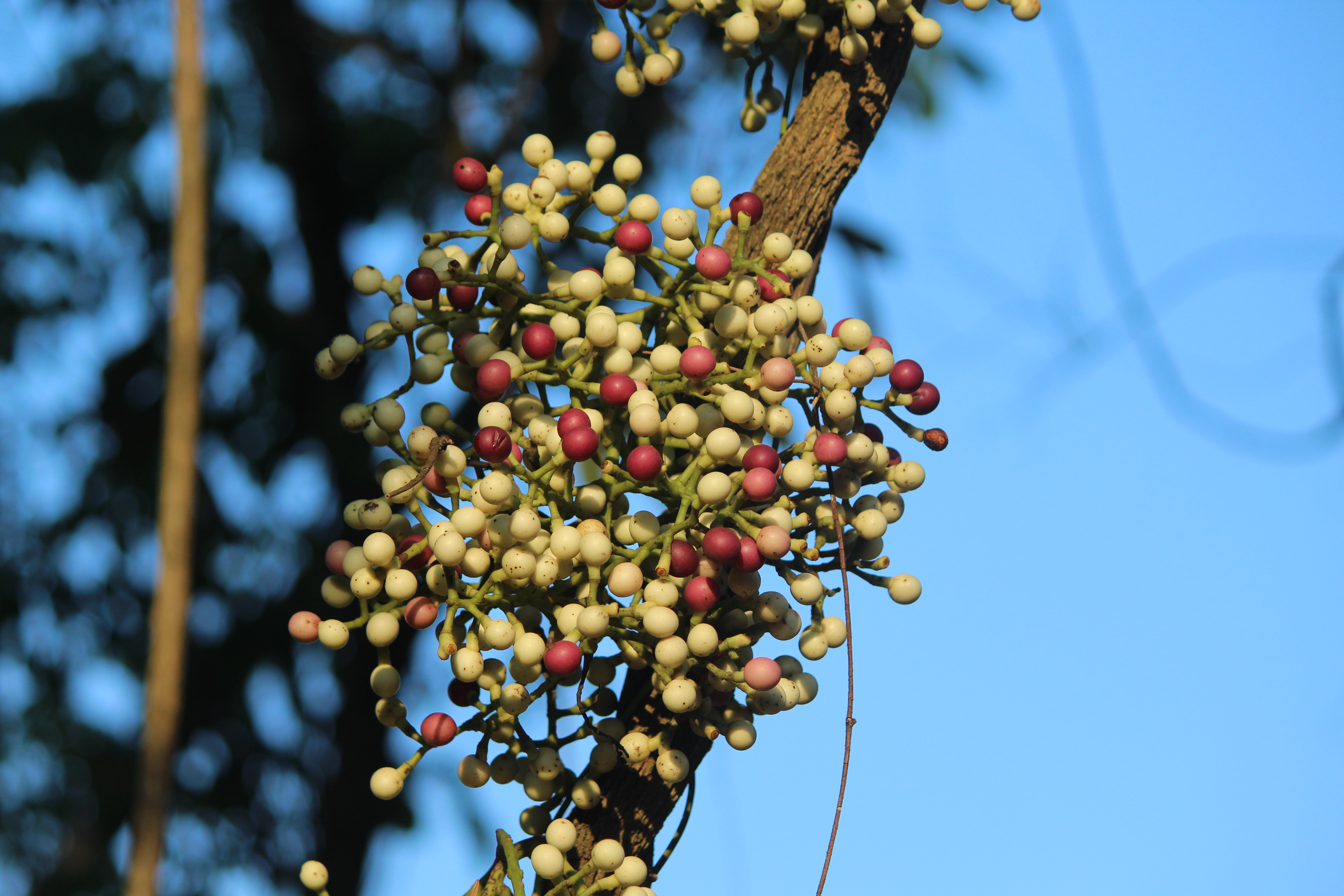
Owoce
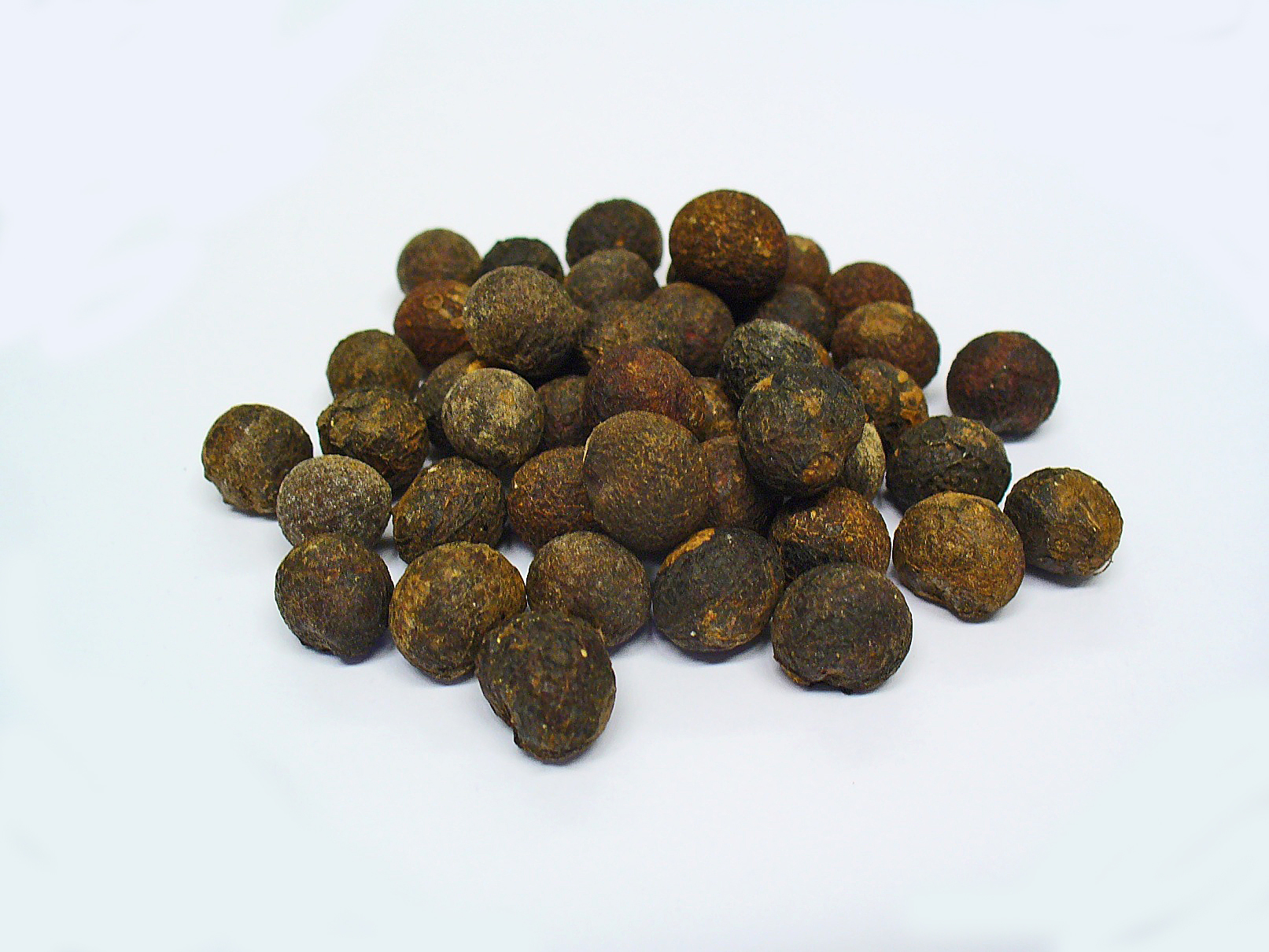
Suche owoce

## Systematyka
Rodzaj z rodziny miesięcznikowatych (Menispermaceae). W obrębie rodziny zaliczany jest do plemienia Coscinieae i podrodziny Chasmantheroideae.